# Centralia, Kansas
Centralia là một thành phố thuộc quận Nemaha, tiểu bang Kansas, Hoa Kỳ. Năm 2010, dân số của xã này là 512 người.

## Dân số
Dân số các năm:
- Năm 2000: 534 người
- Năm 2010: 512 người